# Akanés
Akanés és un dolç grec similar a les delícies turques, només que és amb gust de mantega en lloc d'essències de fruites. Es fa exclusivament a la ciutat de Serres al nord de Grècia. L'origen del nom «akanés» es remunta a l'època de l'ocupació otomana de Grècia. Una teoria per al nom indica que quan els governadors locals ordenaven als grecs preparar el dolç «aka», que significa «enrenou» en turc, els responien en grec «ne», que significa «sí». El dolç es troba sobretot a la prefectura de Serres i en botigues especials a tota Grècia.